# Agaporomorphus colberti
Agaporomorphus colberti är en skalbaggsart som beskrevs av K. B. Miller och Wheeler 2008. Agaporomorphus colberti ingår i släktet Agaporomorphus och familjen dykare. Inga underarter finns listade i Catalogue of Life.

## Etymologi
Arten har fått sitt namn efter komikern Stephen Colbert. Tidigare har en spindel fått sitt namn efter komikern, och i sitt TV-program önskade Colbert att få "någonting coolare än en spindel" uppkallat efter sig.